# Walton Heath Golf Club
Walton Heath is een beroemde golfclub in Walton-on-the-Hill in Surrey, Engeland.
Walton Heath Golf Club werd in 1903 opgericht. De club heeft twee 18 holesbanen, waarvan grote delen van de rough uit heide bestaan, zoals de naam al doet vermoeden.

## De banen
De oudste baan heeft nu een lengte van 6722 meter. De minder oude baan werd aangelegd in 1907 en had toen maar negen holes. Al in 1913 was de nieuwqe baan uitgebreid tot 18 holes. Hij is ongeveer 360 meter korter dan de oude baan. Beide banen zijn ontworpen door Herbert Fowler, de zwager van Sir Henry Cosmo Bonsor, die veel geld met zijn brouwerij had verdiend en de banen financierde. Ze beginnen hun plannen al in 1899 te bedenken. John Henry Taylor, drievoudig winnaar van het Brits Open, adviseerde hen. Fowler had nog nooit een golfbaan aangelegd, maar groeide hierna uit tot een bekend golfbaanarchitect, die later ook banen in de Verenigde Staten aanlegde. 
Walton Heath was tot 1970 in openbare baan. 
Toen de club in 2003 honderd jaar bestond, werd een boek over de club uitgegeven: Heather and Heaven - Walton Heath Golf CLub 1903 - 2003, geschreven door Phil Philley. 

## Bekende leden
Walton Heath is een club met veel prominente leden. Tijdens de eerste Wereldoorlog speelden vier kabinetsleden op Walton Heath. Prins Edward werd in 1935 captain van de club. Dit was hij nog toen hij als Koning Edward III de troon besteeg, en ook nog toen hij afstand van de troon deed.
Andere bekende leden waren o.a. de premiers David Lloyd George, Winston Churchill, Andrew Bonar Law en Arthur Balfour. 

## Professionals
In zijn honderdjarig bestaan heeft de club maar drie professionals in dienst gehad. Het is een grote eer om op deze club les te mogen geven. James Braid, vijfvoudig winnaar van het Brits Open, was tot 1950 in dienst van de club. Tom O'Mahoney gaf hier in de 60'er jaren les. In die jaren speelde hij ook internationale toernooien, al voordat de Europese PGA Tour bestond.
In 1977 werd Ken Macpherson de nieuwe clubpro. Harry Busson, master club-maker, volgde hem op en bleef tot 1977, toen Ken Macpherson op de club kwam. 

## Toernooien
In 1978 werd het eerste European Open op Walton Heath gespeeld, een toernooi dat nog steeds deel uitmaakt van de Europese PGA Tour. Later kwam het evenement nog viermaal terug.

In 1981 kwam de Ryder Cup naar Walton Heath, omdat The Belfy niet op tijd klaar was met de herconstructie van enkele holes.

Sinds 2005 wordt op Walton Heath de eerste kwalificatieronde gespeeld voor het US Open. In het eerste jaar kwalificeerde Michael Campbell zich op deze baan, en won later het US Open op Pinehurst.
- 1978: European Open, gewonnen door Bobby Wadkins
- 1980: 3rd European Open, gewonnen door Tom Kite
- 1981: Ryder Cup, gewonnen door de Verenigde Staten
- 1987: Panasonic European Open, gewonnen door Paul Way
- 1989: Panasonic European Open, gewonnen door Andrew Murray
- 1991: GA European Open, gewonnen door Mike Harwood